# Agathomerus
Agathomerus es un género de coleópteros polífagos perteneciente a la familia Megalopodidae. Es originario de América.

## Especies
- Agathomerus bifasciatus Klug, 1824
- Agathomerus discoideus Klug, 1824
- Agathomerus dubiosus Jacoby, 1876
- Agathomerus fasciatus Dalman, 1823
- Agathomerus flavomaculatus Klug, 1824
- Agathomerus guerini  [Argentina]
- Agathomerus hahneli Pic, 1955:234 Amazonas
- Agathomerus interrupta Pic, 1947 Brasil
- Agathomerus marginatus Klug, 1824
- Agathomerus monrosi Pic, 1947:15
- Agathomerus nicki Guerin, 1948
- Agathomerus nigrocinctus Chevrolat, 1832
- Agathomerus nobilis Klug, 1834
- Agathomerus obliterata Pic, 1947 Brasil
- Agathomerus pantherinus Lacordaire, 1845
- Agathomerus sellatus Germar, 1823
- Agathomerus signatus Klug, 1824
- Agathomerus subfasciatus Germar, 1823
- Agathomerus testaceus Klug, 1824
- Agathomerus zikani Guerin, 1951